# Liste der Monuments historiques in Orbigny-au-Mont
Die Liste der Monuments historiques in Orbigny-au-Mont führt die Monuments historiques in der französischen Gemeinde Orbigny-au-Mont auf.

## Liste der Immobilien
| Bezeichnung                 | Beschreibung              | Standort            | Kennzeichnung | Schutzstatus | Datum | Bild |
| --------------------------- | ------------------------- | ------------------- | ------------- | ------------ | ----- | ---- |
| Kirche St-Pierre-et-St-Paul | Chorraum, 12. Jahrhundert | Rue du Coneu (Lage) | PA00079168    | Inscrit      | 1925  |      |